# Saint-Jean-le-Blanc, Loiret
Saint-Jean-le-Blanc, Loiret là một xã của tỉnh Loiret, thuộc vùng Centre-Val de Loire, miền trung nước Pháp.